# Мэттьюсон, Рег
Реджина́льд Мэ́ттьюсон (англ. Reginald Matthewson; 6 августа 1939, Шеффилд, Йоркшир — 29 августа 2016) — английский футболист, играл на позиции защитника.

## Биография

### Игровая карьера
Мэттьюсон родился в Шеффилде и в 1958 году подписал контракт с клубом «Шеффилд Юнайтед». Дебютировал за «клинков» 15 января 1962 года в переигровке Кубка Англии по футболу против «Бери», закончившейся победой «Шеффилд Юнайтед» со счётом 2:0. В составе «клинков» Мэттьюсон отыграл семь сезонов в Первом дивизионе. Всего за «Шеффилд» он сыграл во всех турнирах 176 матчей и забил 5 голов.
В 1968 году перешёл в «Фулхэм»; сумма трансфера составила 30 000 фунтов стерлингов. За «дачников» он играл в течение пяти сезонов, сыграв 158 матчей и забил 1 гол.
Затем Мэттьюсон играл в низших дивизионах за «Честер Сити», в которой он стал капитаном и в эти годы «тюлени» добились успехов, дойдя в сезоне 1974/75 до 1/2 финала Кубка Лиги и вышли в Третий дивизион. Завершил карьеру в клубе «Бангор Сити» в 1979 году в возрасте 40 лет.

### Смерть
Скончался 29 августа 2016 года спустя 23 дня после своего 77-летия.